# Meridian (Satellit)
Meridian (russisch Меридиан, GRAU-Index 14F112) ist der Name russischer Kommunikationssatelliten, die die Erde auf exzentrischen HEO-Bahnen umlaufen.
Die Satelliten wurden von NPO PM entwickelt, dort werden sie auch hergestellt. Eine Flotte aus vier Meridian-Satelliten soll als Ersatz für die veralteten Molnija-1T- und Molnija-3-Satelliten dienen, welche sowohl für zivile als auch für militärische Kommunikation in nördlichen Teilen des Landes sowie auf der See zuständig sind. Außerdem soll Meridian die Kommunikationsfunktionen des militärischen Parus-Satellitensystems übernehmen (Parus erfüllt zusätzlich Navigationsaufgaben). Die garantierte Lebensdauer der Satelliten beträgt sieben Jahre. Aufgrund des militärischen Einsatzes der Meridian-Satelliten wurden keine Abbildungen oder technische Daten veröffentlicht.
Der Start des ersten Satelliten Meridian 1 erfolgte am 24. Dezember 2006 mit einer Sojus-2/Fregat-Rakete vom Kosmodrom Plessezk aus. Der etwa 2 Tonnen schwere Satellit wurde von der Fregat-Stufe etwa 3 Stunden nach dem Start in einem 1.012 × 39.816 km hohen Orbit ausgesetzt und später erfolgreich in Betrieb genommen.

## Startliste
| Satellit            | Start                        | NSSDC-ID  | Bemerkungen                               |
| ------------------- | ---------------------------- | --------- | ----------------------------------------- |
| Meridian 1 (11L)    | 24. Dezember 2006, 08:34 UTC | 2006-061A |                                           |
| Meridian 2 (12L)    | 21. Mai 2009, 21:53 UTC      | 2009-029A | erreichte nicht die gewünschte Umlaufbahn |
| Meridian 3 (13L)    | 2. November 2010, 00:59 UTC  | 2010-058A |                                           |
| Meridian 4 (14L)    | 4. Mai 2011, 17:41 UTC       | 2011-018A |                                           |
| Meridian 5 (15L)    | 23. Dezember 2011, 12:08 UTC |           | erreichte nicht die gewünschte Umlaufbahn |
| Meridian 6 (16L)    | 14. November 2012, 11:42 UTC | 2012-063A |                                           |
| Meridian 7 (17L)    | 30. Oktober 2014, 01:43 UTC  | 2014-069A |                                           |
| Meridian-M 8 (18L)  | 30. Juli 2019, 05:56 UTC     | 2019-046A |                                           |
| Meridian-M 9 (19L)  | 20. Februar 2020, 08:24 UTC  | 2020-015A |                                           |
| Meridian-M 10 (20L) | 22. März 2022, 15:48 UTC     | 2022-030A |                                           |

Alle Starts erfolgten mit einer Sojus-2-1a-Rakete mit Fregat-Oberstufe vom Startkomplex 43 in Plessezk.